# Сакалашени (Марамуреш)
Сакалашени (рум. Săcălășeni) насеље је у Румунији у округу Марамуреш у општини Сакалашени. Oпштина се налази на надморској висини од 170 m.

## Становништво
Према подацима из 2011. године у насељу је живело 755 становника.